# Марципановая свинья
Марципановая свинья (или: марципановая свинка, марципановый поросёнок) — миниатюрная съедобная фигурка свиньи, сделанная из марципана, компонент рождественского угощения в скандинавских странах и в Германии.

## Традиции
В скандинавских странах на Рождество традиционно готовят рисовый пудинг (рисгрёт в Норвегии, рисаламанде в Дании). Тот, кто находит в своей тарелке с пудингом спрятанный там орех, получает приз — «миндальный подарок», в роли которого часто выступает именно марципановая свинка, иногда украшаемая красным бантом.
В Германии марципановых поросят принято дарить как символ удачи (нем. Glücksschwein) в Новом году. Выражение Schwein gehabt «иметь свинью» даже вошло в язык как синоним везения — оно восходит к тем временам, когда благосостояние крестьянской семьи во многом зависело от наличия свиней.
Традиция пользуется особой популярностью в Любеке на севере страны. В месте под названием Niederegger Café ежедневно производится более 30 кг марципана и направляется более чем в 40 стран мира, работает там около 300 человек.

## Рекорды

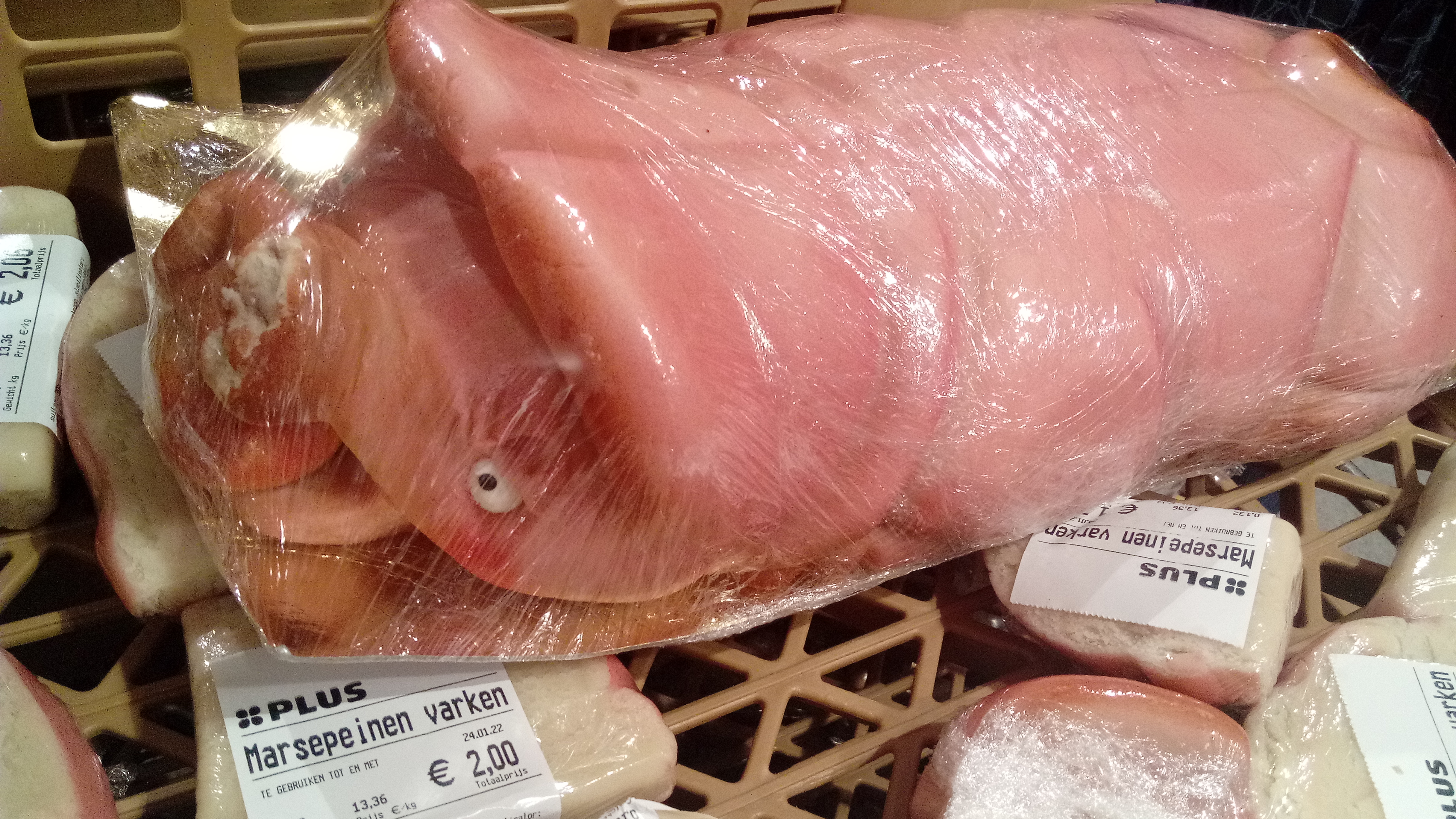
Большая марципановая свинья в одном из магазинов в окрестностях Роттердама

Изготовленная в Любеке марципановая свинья весом одну тонну и пять кг (автор — Буркард Лой) вошла в Книгу рекордов Гиннесса. Лой также изготовил единственное в мире марципановое платье, украшенное более 25 тыс. пралине.
Сообщалось и о других гигантских марципановых свиньях: так, в 2016 году два норвежца изготовили такую свинью весом 875 кг в городке Кристиансанн.

## В искусстве
- «Марципановая свинка» — детская сказочная повесть Рассела Хобана, опубликованная в виде книжки с картинками в 1986 году. По книге снят одноимённый мультфильм, вышедший в 1990 году в серии HBO Storybook Musicals.
- «Свиноутка» (фин. Posankka) — статуя в финском городе Турку, которая представляет собой изображение гибрида марципановой свиньи и резиновой утки[9][10].